# Съртсейско вулканично изригване
Съртсейското вулканично изригване е вид вулканично изригване, което се появява в плитките части на океана или в други водни басейни, като езера. Те са кръстени на изригването на остров Съртсей намиращ се край южния бряг на Исландия през 1964 г. Тези изригвания най-често са водно-магмени и предизвикват изключително силни и шумни експлозии, причинени от водата, която влиза в контакт с магмата по време на изригването. Твърдите вулканични материали като туфът и вулканичните бомби се образуват при взривното охлаждане на бързо надигащата се магма от океанските води.

## Характеристики
Въпреки че подводните и подледниковите изригвания наподобяват тези от типа Съртсей, точно те имат характеристики, които рядко се проявяват при другите типове изригвания.
Магмата при тези изригвания е базалтова и е средно вискозна. Подобна е ситуацията при хавайските изригвания. При тези водно-магмени изригвания има особено силни и шумни експлозии на пепел, която се среща само при този тип изригване. Тя се нарича пепел от тип Съртсей. Проявява се интензивно изхвърляне на нагорещени скални частици примесени с лава и свръхнагрята вода, които постепенно се натрупват и образуват вулканичен остров. Изригванията могат да продължат няколко часа или дни. За разлика от подводните изригвания тук рядко се образуват лавови възглавници (вид лава, която тече само и единствено под водата). По време на експлозиите в долната част на ерупционната колона с пепелния облак се примесват твърди вулкански материали като сажди и лапили. В горната част на стълба пепелта е сиво-бяла и наподобява водна пара. Вулканичните бомби и пемзата рядко се появяват при този тип изригване.

## Примери
- Изригването на Богослов айланд в Аляска през 1796 г.
- Изригването на Файър айланд в Аляска през 1796 г.
- Изригванията на Анак Кракатау в Индонезия в период между 1927 и 1930 г.
- Изригването на Шоуа Иоджима в Япония през 1934 г.
- Изригването на Капелинхос около Азорските острови през 1957 г.
- Изригването на Съртсей в Исландия през 1964 г.
- Изригването на Йолнир в Исландия през 1966 г.
- Изригването на Таал във Филипините през 1977 г.
- Изригванията на Зубаир в Йемен в период между 2011 и 2012 г.
- Изригванията на Ел Йеро, част от Канарските острови в период между 2011 и 2012 г.